# Choi Jin-hyuk
Đây là một tên người Triều Tiên, họ là Choi.
Choi Jin-hyuk (tên thật là Kim Tae-ho, sinh ngày 9 tháng 2 năm 1985) là một diễn viên Hàn Quốc. Anh được biết đến các vai diễn trong nhiều bộ phim truyền hình như Gu Family Book, The Heirs và Emergency Couple.

## Sự nghiệp
Kim Tae-ho bắt đầu sự nghiệp diễn viên sau khi anh giành giải thưởng lớn tại KBS chương trình thực tế Survival Star Audition vào năm 2006. Vào năm 2010 anh bắt đầu lấy tên nghệ danh là Choi Jin-hyuk trước khi phát sóng bộ phim gia đình It's Okay, Daddy's Girl, trong đó anh giữ vai trò diễn viên chính. Anh bắt đầu đóng phim tình cảm hài hước I Need Romance (2011), và Ms Panda and Mr Hedgehog (2012).
Sự nổi tiếng của anh tăng trong năm 2013 sau khi xuất hiện trên bộ phim Gu Family Book. Choi đã góp mặt trong hai dự án lớn: The Heirs của tác giả Kim Eun-sook, và bộ phim hành động God's Trick. Bạn diễn của anh trong God's Trick là Jung Woo-sung chỉ đạo anh trong bộ phim ngắn Beginning of a Dream.
Năm 2014, anh đóng bộ phim truyền hình ngắn đầu tiên, trên truyền hình cáp bộ phim hài lãng mạn/phim y học Emergency Couple.

## Đời sống cá nhân
Choi bắt đầu hẹn họ với nữ diễn viên Son Eun-seo sau khi họ gặp nhau trong My Daughter the Flower vào năm 2011. Hai người chia tay vào năm 2013.

## Phim tham gia

### Truyền hình
| Năm       | Tên                                        | Vai trò                           | Kênh      | Số tập |
| --------- | ------------------------------------------ | --------------------------------- | --------- | ------ |
| 2006-2007 | Just Run!                                  | Lee Hyuk-jin                      | KBS2      |        |
| 2007      | Drama City "이웃의 한 젊은이를 위하여"     | Kim Byung-young                   | KBS2      |        |
| 2007      | Beautiful Days/Belle                       | Oh Jae Hyuk                       | KBS       | 149    |
| 2008      | Korean Ghost Stories                       | Hyo Moon                          | KBS2      | 8      |
| 2008      | My Precious Child/My Beloved Gem           | Ha Dong Woo                       | KBS2      | 52     |
| 2009      | Korean Ghost Stories: Come with Me to Hell | Lee Rang (ep3)                    | KBS2      |        |
| 2010      | Pasta                                      | Sun Woo Deok                      | MBC       | 20     |
| 2010      | It's Okay, Daddy's Girl                    | Choi Hyuk Ki                      | SBS       | 17     |
| 2011      | I Need Romance                             | Bae Sung Hyun                     | tvN       | 16     |
|           | My Daughter the Flower                     | Gu Sang Hyuk                      | SBS       | 131    |
| 2012      | Panda and Hedgehog                         | Choi Won il                       | Channel A | 16     |
| 2013      | Gu Family Book                             | Koo Wol Ryung                     | MBC       | 24     |
| 2013      | The Heirs                                  | Kim Won                           | SBS       | 20     |
| 2014      | Emergency Couple                           | Oh Chang Min                      | tvN       | 21     |
| 2014      | Grandpas Over Flowers Investigation Team   | Lee Joon-Hyeok (cameo)            | tvN       | 12     |
| 2014      | Fated to Love You/You Are My Destiny       | Daniel Pitt / Kim Tae-ho          | MBC       | 20     |
| 2014      | Pride and Prejudice                        | Koo Dong Chi                      | MBC       | 21     |
| 2017      | Tunnel                                     | Park Gwang Ho                     | OCN       | 16     |
| 2018      | Devilish Joy                               | Gong Ma-sung                      | MBN       | 16     |
| 2018      | Empress's Dignity                          | Na Wang Sik / Cận vệ Chun Woo-bin | SBS       | 48     |
| 2019      | Justice                                    | Lee Tae-kyung                     | KBS2      |        |
| 2019      | Flower Crew: Joseon Marriage Agency        | Military Officer (khách mời)      | JTBC      |        |
| 2020      | Rugal                                      | Kang Ki-Beom                      | OCN       |        |
| 2020      | Zombie Detective                           | Kim Moo Young                     | KBS2      |        |
| 2021      | Mouse                                      | TBA                               | TvN       |        |
| 2021      | Mr.queen                                   | Jang Bong Hwan                    | TvN       |        |

### Điện ảnh
| Năm  | Tên                              | Vai trò    |
| ---- | -------------------------------- | ---------- |
| 2012 | Love Clinique                    | Min Soo    |
| 2013 | Beginning of a Dream (phim ngắn) | Kim Jun-su |
| 2014 | The Divine Move                  | Sun Soo    |
| 2015 | Vampire in Love                  | Mike       |

## Chương trình thực tế
| Năm  | Tên                               | Kênh        | Ghi chú                |
| ---- | --------------------------------- | ----------- | ---------------------- |
| 2006 | Survival Star Audition            | KBS2        | Thí sinh               |
| 2010 | 스타 포토그래퍼 탄생기 - 열혈포스 | MBC Every 1 | Diễn viên thường xuyên |
| 2013 | Running Man                       | SBS         | Khách mời, tập 166     |

2012 Strong Heart  SBS Khách mời tập 53, 54

## Đĩa nhạc
| Năm  | Song Title           | Notes                              |
| ---- | -------------------- | ---------------------------------- |
| 2011 | "Enough to Die"      | trong It's Okay, Daddy's Girl OST  |
| 2012 | "Inverted Love"      | trong Ms Panda and Mr Hedgehog OST |
| 2013 | "Best Wishes to You" | track from Gu Family Book OST      |
| 2013 | "Don't Look Back"    | trong The Heirs OST                |
| 2014 | "Scent of A Flower"  | trong Emergency Couple OST         |

## Giải thưởng và đề cử
| Năm  | Giải thưởng                  | Đề cử                                              | Tác phẩm            | Kết quả   |
| ---- | ---------------------------- | -------------------------------------------------- | ------------------- | --------- |
| 2006 | KBS Survival Star Audition   | Grand Prize (Daesang)                              | —                   | Đoạt giải |
| 2013 | 6th Style Icon Awards        | Best K-Style Award                                 | —                   | Đoạt giải |
| 2013 | APAN Star Awards             | Best New Actor                                     | Gu Family Book      | Đoạt giải |
| 2013 | MBC Drama Awards             | Best New Actor                                     | Gu Family Book      | Đề cử     |
| 2013 | SBS Drama Awards             | New Star Award                                     | The Heirs           | Đoạt giải |
| 2014 | 50th Baeksang Arts Awards    | Best New Actor (TV)                                | Gu Family Book      | Đề cử     |
| 2014 | 3rd Asia Rainbow TV Awards   | Outstanding Supporting Actor                       | Gu Family Book      | Đoạt giải |
| 2014 | 7th Korea Drama Awards       | Excellence Award, Actor                            | The Heirs           | Đề cử     |
| 2014 | 7th Style Icon Awards        | Top 10 Style Icons                                 | —                   | Đề cử     |
| 2014 | 51st Grand Bell Awards       | Best New Actor                                     | The Divine Move     | Đề cử     |
| 2014 | 35th Blue Dragon Film Awards | Best New Actor                                     | The Divine Move     | Đề cử     |
| 2014 | MBC Drama Awards             | Excellence Award, Actor in a Special Project Drama | Pride and Prejudice | Đoạt giải |

## Liên kết
- Choi Jin-hyuk[liên kết hỏng] at Cyworld
- Choi Jin-hyuk[liên kết hỏng] at Atree Media
- Choi Jin-hyuk trên HanCinema
- Choi Jin-hyuk trên IMDb
- Real Jinhyuk trên Instagram